# تپه گورستان علی‌آباد
تپه قبرستان علی‌آباد مربوط به دوره نوسنگی است و در شهرستان آران و بیدگل، بخش مرکزی، دهستان سفید دشت، روستای علی‌آباد واقع شده و این اثر در تاریخ ۲۶ دی ۱۳۸۶ با شمارهٔ ثبت ۲۰۵۳۲ به‌عنوان یکی از آثار ملی ایران به ثبت رسیده است.